# Coletta
Coletta é um gênero extinto de procolofonídeo parareptil basal dos depósitos do Triássico Inferior (estágio induano) da província do Cabo Oriental, África do Sul. É conhecido pelo holótipo GHG 228, um crânio com mandíbulas inferiores fragmentadas. Ele foi coletado na fazenda Brakfontein 333 no distrito de Cradock e encontrado na Formação Katberg do Grupo Beaufort. Ele foi batizado pela primeira vez por Christopher E. Gow em 2000 e a espécie-tipo é Coletta seca.
Coletta era um dos procolofonídeos mais basais, apresentando semelhanças com os owenettídeos, como Owenetta. O nome genérico Coletta faz referência a Procolophon e Owenetta, significando sua natureza transitória. O nome específico C. seca refere-se a seca, uma palavra latina que se refere a qualquer arma de esfaqueamento. Isso se baseia em dentes grandes, semelhantes a presas, em seus ossos vômeres no céu da boca.